# Saint-Aubin-Sauges
Saint-Aubin-Sauges is een voormalige gemeente in het Zwitserse kanton Neuchâtel en telt 2419 inwoners.

## Geschiedenis
Saint-Aubin-Sauges maakte deel uit van het district Boudry tot de gemeente op 31 december 2017 fuseerde met Bevaix, Fresens, Gorgier, Montalchez en Vaumarcus tot de gemeente La Grande Béroche.

## Geboren
- Gonzalve Petitpierre (1805-1870), politicus
- Céline Vara (1984), politica